# برايان فاريل
برايان فاريل (بالإنجليزية: Brian Farrell)‏ هو لاعب هوكي الجليد أمريكي، ولد في 16 أبريل 1972 في هارتفورد في الولايات المتحدة.

## وصلات خارجية
- برايان فاريل على موقع دوري الهوكي الوطني (الإنجليزية)
- برايان فاريل على موقع EliteProspects.com (الإنجليزية)
- برايان فاريل على موقع HockeyDB.com (الإنجليزية)